# Marketingonderwijs
Het marketingonderwijs concentreert zich in Nederland vooral na de middelbare school. Doorgaans wordt op inleidend niveau vooral het 4P-model behandeld en wordt er op alle niveaus gebruikgemaakt van casuïstiek. Populaire stromingen binnen de marketing zijn het onderzoek naar consumentengedrag en marketingstrategie.

## Hogeschool
Binnen veel managementopleidingen op hbo-niveau wordt aandacht aan marketing besteed. Opleidingen als Commerciële Economie, Management, Economie en Recht en Technische Bedrijfskunde kennen speciale marketing modules. Daarnaast worden er door particuliere onderwijsinstellingen Bacheloropleidingen gegeven in de marketing, waarbij de inhoud meestal een combinatie is van marketing, commerciële economie en bedrijfskunde.

## Universitair
Het universitaire marketingonderwijs begon in Nederland rond 1960. In 1968 werd aan de economische faculteit van wat later de Erasmus Universiteit Rotterdam zou heten de Vakgroep Commerciële Beleidsvorming (CBV) opgericht. Eerst verantwoordelijke voor deze leerstoel was prof. dr. Hein Kuhlmeijer, welke hij tot 1982 zou bekleden. Hij werd opgevolgd door de hoogleraren prof. drs. Jan Bunt en prof. dr. Ben A. Bakker.
Tegenwoordig zijn er binnen de studie bedrijfskunde en (bedrijfs)economie aparte marketingvakken en soms ook specialisaties opgenomen. Ook kennen econometrische faculteiten vaak een marketing-specialisatie. Binnen andere studierichtingen bestaat vaak de mogelijkheid om een inleidend vak marketing te volgen, dan wel zijn er specifieke vakken die een duidelijke overeenkomst met marketing hebben. Een voorbeeld van dit laatste is het vak reclamewerking dat aan enkele psychologiefaculteiten wordt gedoceerd.

## Post universitair
In navolging van accountants en controllers is er ook een registermarketeer-opleiding gestart. 
Ook bestaan specifieke (post-initiële) masteropleidingen gericht op deelgebieden van de marketing. Zo biedt de Erasmus Universiteit een Master of Brand Management en een Master of Food Marketing opleiding aan.

## Professioneel
Vooral het Nederlands Instituut voor Marketing heeft zich beziggehouden met het verbreden van de marketingkennis onder professionals.  Het bekendst zijn de NIMA-A t/m NIMA-C opleidingen.